# 北静盧
北 静盧（きた せいろ、明和2年（1765年） - 嘉永元年3月29日（1848年5月2日））は、江戸時代中期の民間の学者。本姓は鈴木。名は慎言（ちかのぶ）。字は有和。通称は三左衛門（三右衛門）。静盧（精盧）の他、梅園、四当書屋、網破損針金という号がある。

## 略伝と逸話
生家は江戸新橋の割烹・金春屋。屋根葺棟梁の北氏を継ぐ。狂歌を元木網に、国学を山岡浚明に学ぶ。江戸深川に住し、博覧強記をもって村田了阿と並称される。行年83。西久保巴町の天徳寺に葬る。
町人の学者として、狩谷棭斎（津軽屋三右衛門）・市野迷庵（市野屋三右衛門）とあわせて「三三右衛門」と称される。貧しい生計を立てながら酒は一滴も飲まず、暇さえあれば著述の筆をとったという。火事で三度も著書を焼き、改めて稿を起こすと前のと少しも違わなかったとも伝えられる。彼の性格については、喜多村信節が「お祭りを見るのが好きだった」と書いている。

## 著作・編著
- 東鑑不審問答補正
- 宇治拾遺物語抄　3巻
- 寛平以来公卿年表
- 五雑俎訓纂　16巻
- 胡蝶の夢　5巻
- 四時雑識　13巻
- 四書笑附譯
- 傷寒論後條辨解　2巻
- 水滸伝新譯　12巻
- 静盧雑抄　4巻
- 雪案呵筆　2巻
- 続古事談註　5巻
- 俗語類譯　20巻
- 園の梅　5巻
- 梅園日記  5巻 - 朝川善庵の序あり
- 譯語正偽　6巻
- 静廬俗考
- もとの雫